# Васил Холиолчев
Васил Натанаилов Холиолчев е български оператор.

## Биография
Роден е в град Русе на 12 декември 1908 г. Произхожда от голям охридски род. Завършва във Франция курсове по операторско майсторство. През 1931 г. влиза в Съюза на прогресивните френски писатели и актьори. Негово дело са заснемането на пораженията от бомбардировките над София през 1944 г. Заедно с екип от оператори заснема участието на българската армия срещу германците във Втората световна война. Снима документалните филми „Негово Величество Цар Борис Трети – Обединител“ (1943), „9.IX - ден на победата“ (1945), „Славянски събор“ (1945), „Той не умира“ (1949). Умира на 30 декември 1974 г. в град София.

## Кратка филмография
- Изкупление (1947)
- Калин Орелът (1950)
- Данка (1952)
- Септемврийци (1954)
- Точка първа (1956)
- Животът си тече тихо... (1957)
- Отвъд хоризонта (1960)
- А бяхме млади (1961)
- Легенда за Паисий (1963)
- 13 дни (1964)